# Hoplitis adunca
Hoplitis adunca är en biart som först beskrevs av Georg Wolfgang Franz Panzer 1798. Den ingår i släktet gnagbin och familjen buksamlarbin.

## Utseende
Arten är övervägande svart med smala, ljusa ändfransar på tergiterna (ovansidans bakkroppssegment). Honan har gles behåring, medan hanen har brun päls på mellankroppen och gröna ögon. Kroppslängden varierar mellan 8 och 12 mm.

## Ekologi
Arten förekommer i habitat som stenbrott, grustag, trädesåkrar, ruderatområden ("skräpmark") samt parker, gärna med lämpliga byggnader som den kan inrätta sina bon i. Eftersom den är specialiserad på snokörter, framför allt blåeld, som näringsväxter bör bestånd av dessa också finnas närvarande. Flygtiden varar från juni till juli, ibland in i september.

### Fortplantning
Hoplitis adunca är en solitär (icke samhällsbildande) art; honan bygger ett larvbo i klippsprickor, mellanrum i stenmurar, ler- eller lössjord, växtstänglar, dött trä och byggnadsvirke. Den kan även inrätta boet i gamla, övergivna bon av sidenbin, tapetserarbin, pälsbin och lergetingar. Boet innehåller från en till sju larvceller, och försluts med en propp av lera och sand. Avkomman övervintrar i boet som vilolarver i sina kokonger. Kilbiet och pansarbiet bandpansarbi antas vara boparasiter på bona.

## Utbredning
Utbredningsområdet omfattar Syd- och Mellaneuropa.

## Underarter
Arten har följande underarter:
- Hoplitis adunca adunca
- Hoplitis adunca contraria Tkalcu, 1974[1]